# Cullenia rosayroana
Cullenia rosayroana là một loài thực vật có hoa thuộc họ Malvaceae.
Loài này chỉ có ở Sri Lanka.